# کیت کوک
کیت کوک (انگلیسی: Keith Cooke؛ زادهٔ ۱۷ سپتامبر ۱۹۵۹) یک رزمی کار و هنرپیشه اهل آمریکایی است.